# واکسیناسیون کووید-۱۹ در ایران
واکسیناسیون برای بیماری کووید ۱۹ در ایران یا «واکسیناسیون کرونا در ایران» یک برنامه ایمنی‌سازی جمعی در مقابل کرونا ویروس سندرم حاد تنفسی ۲ با کمک واکسن‌های تولید شده پس از دنیاگیری کووید ۱۹ است. این برنامه در ۲۱ بهمن ۱۳۹۹ با تأیید و واردات واکسن اسپوتنیک وی از روسیه و با تزریق به پسر وزیر بهداشت ایران آغاز شد. در ابتدا به دلیل ادعاهای گوناگونی در مورد برنامه توزیع واکسن از طرف مسئولین چشم‌انداز مبهمی از وضعیت واکسیناسیون کووید ۱۹ در ایران وجود داشت. سید ابراهیم رئیسی اولویت دولت خود را مهار کرونا و سرعت بخشیدن به واکسیناسیون مردم کشورش خواند. در شهریور ۱۴۰۰ سرعت واکسیناسیون به‌طور ناگهانی افزایش یافت.

## حواشی

### اف‌ای‌تی‌اف
علی ربیعی، سخنگوی دولت دوازدهم، به‌صورت تلویحی از اف‌ای‌تی‌اف به عنوان یکی از دلایل کندشدن روند انتقال پول برای خرید واکسن نام برد و علی مطهری، نمایندهٔ سابق مجلس، یکی از مشکلات در واردات واکسن را نپیوستن ایران به اف‌ای‌تی‌اف عنوان کرد.
ابراهیم رئیسی در این‌باره گفت: «متأسفانه بعضی‌ها واردات واکسن یا حتی پیوستن کشور به سازمان شانگهای را متوقف بر پذیرش اف‌ای‌تی‌اف کرده بودند.» با این حال با توجه به گزارش خبرگزاری فارس، تا پیش از روی کار آمدن دولت ابراهیم رئیسی سفارش خرید حدود ۱۱۰ میلیون واکسن در دولت قبلی ثبت شده بود.

### تزریق واکسن فایزر برای بانوان باردار
علی‌رغم اعلام قبلی سازمان غذا و داروی ایران مبنی بر واردات واکسن فایزر از بلژیک برای زنان باردار، وزارت بهداشت روز سه‌شنبه ۶ مهر، از منتفی‌ شدن واردات این واکسن خبر داد، اما دلیل این اقدام را اعلام نکرد و حتی یک زن باردار نیز شامل این طرح نشد. این در حالی بود که بهرام عین‌اللهی وزیر بهداشت وقت ایران در ۲ مهر ماه ۱۴۰۰، به رسانه‌ها گفت: «درپی درخواست معاونت بهداشت وزارت بهداشت از کمیته ملی واکسیناسیون برای تأمین واکسن فایزر برای مادران باردار، خوشبختانه موافقت لازم از سوی این کمیته در این زمینه صورت گرفت.» این در حالی بود که سیدعلی خامنه‌ای، رهبر جمهوری اسلامی ایران، در دی‌ماه ۱۳۹۹، مخالفت شدیدی با واردات واکسن فایزر کرده بود.

## خرید واکسن
با انتشار نتایج تحقیقات فاز نهایی واکسن توسط شرکت‌های فایزر و بیوان‌تک در ۱۹ آبان و در ادامه آن دیگر واکسن‌ها نظیر آکسفورد-آسترازنکا، اعلام گردید که واکسن‌های ایرانی نیز به آستانه ورود به مراحل تست انسانی رسیده‌اند.
همزمان، اعلام شد که مذاکرات برای واردات واکسن نیز آغاز شده و ایران، با در نظرگرفتن شرایط ویژه توزیع هر واکسن، برای سه مدل مختلف واکسن از طریق کوواکس که دربردارندهٔ واکسن‌های فایزر و مدرنا نیز هست ثبت‌نام کرده‌است. در ۱۶ دی ۱۳۹۹ رئیس بانک مرکزی از واریز پیش‌پرداخت خرید ۱۶ میلیون و ۸۰۰ هزار دز واکسن به حساب کارگزار سازمان بهداشت جهانی خبر داد.
در همین زمان، بر اساس گفته‌های محمد مخبر، رئیس وقت ستاد اجرایی فرمان امام، هدف‌گذاری گروه برکت، خودکفایی ایران در زمینه تولید واکسن تا بهار سال ۱۴۰۰ و سپس صادرات آن بوده‌است. حسینعلی شهریاری، رئیس کمیسیون بهداشت، درمان و آموزش پزشکی در یک برنامه رادیویی می‌گوید که پروژه خرید واکسن به خاطر وعده‌های تولیدکنندگان واکسن داخلی به تأخیر انداخته شد. رئیس جهاد دانشگاهی می‌گوید که به مسئولان ارشد کشور پیشنهاد دادند که با توجه به وعده‌های تولید واکسن داخلی، واکسن خارجی خریداری نشود. مرکز پژوهش‌های مجلس شورای اسلامی به ریاست علیرضا زاکانی، در گزارشی که هشتم بهمن ماه سال ۱۳۹۹ منتشر کرده‌است با توجه به احتمال تولید واکسن داخلی در بهار ۱۴۰۰، توصیه می‌کند که واکسیناسیون عمومی به تعویق بیفتد.

### ممنوعیت واردات واکسن‌های آمریکایی و انگلیسی توسط علی خامنه‌ای
در ۱۹ دی ۱۳۹۹، سید علی خامنه‌ای، رهبر جمهوری اسلامی، واردات «واکسن آمریکایی و انگلیسی» به ایران را ممنوع اعلام کرده و با اشاره به پرونده خون‌های آلوده، بیان داشت که نسبت به فرانسه هم «خوش‌بین» نیست وی گفت: «آمریکایی‌ها اگر توانسته بودند واکسن تولید کنند این افتضاح کرونایی در کشورشان به‌وجود نمی‌آمد که در یک روز حدود ۴ هزار نفر تلفات داشته باشند. ضمن اینکه اساساً به آن‌ها اعتمادی نیست و گاهی این واکسن‌ها برای آزمایش بر روی ملت‌ها است.» مرکز پژوهش‌های مجلس شورای اسلامی در گزارشی که هشتم بهمن ماه سال ۱۳۹۹ منتشر کرده‌است با تأکید بر پیشنهاد شرکت فایزر برای فروش «۱۲ میلیون دز واکسن از طریق کوواکس به ایران»، پیشنهاد فایزر به ایران را تلاش برای انجام «آزمون و خطا بر روی مردم ایران» خوانده‌است.
این در حالی است که واکسن فایزر پیش از تأیید نهایی، بر روی بیش از ۴۴ هزار آمریکایی آزمایش شده بود. پس از تأیید نهایی و پیش از سخنرانی علی خامنه‌ای نیز میلیون‌ها دز از این واکسن به شهروندان آمریکا، چندین کشور اروپایی و اسراییل تزریق شده بود. پروندهٔ خون‌های آلوده نیز یک رسوایی جهانی بود که بسیاری از کشورهای جهان از جمله خود فرانسه، آلمان، ایتالیا، آرژانتین، عراق و عربستان قربانی آن شدند و ایران نیز به یکی از قربانیان آن تبدیل شد و توطئهٔ خاصی علیه ایران در جریان نبود.  آمارهای مربوط به ابتلا و گسترش کرونا پس از آغاز واکسیناسیون، خلاف انتظار کارشناسان نبود و وضعیت کرونا در یک کشور و قابل اعتماد بودن واکسن ارتباطی به یکدیگر ندارند.
به دنبال ممنوعیت واردات واکسن‌های آمریکایی و انگلیسی توسط سید علی خامنه‌ای رهبر جمهوری اسلامی ایران، ورود ۱۵۰ هزار دز واکسن فایزر از سوی جمعیت هلال احمر جمهوری اسلامی ایران لغو شد.
همین تصمیم رهبر ایران از جلوگیری در ورود واکسن به ایران باعث مرگ بسیاری از مردم ایران شد. نتایج یک پژوهش علمی که مقالهٔ آن در مجله BMC Medicine منتشر شده، نشان داد اگر ایران واکسیناسیون را زودتر و با استفاده از واکسن‌های فایزر آغاز می‌کرد (به مانند دیگر کشورهای منطقه مثل ترکیه و بحرین)، از ۵۰ تا ۸۳ هزار مرگ توسط کووید-۱۹ جلوگیری می‌شد.

### واکسن فایزر

#### انتشار اطلاعات نادرست توسط رسانه‌های رسمی
پس از ممنوعیت واردات از طرف خامنه‌ای، شماری از رسانه‌های داخلی ایران از جمله خبرگزاری فارس به انتشار گسترده اطلاعات نادرست در رابطه با واکسن‌های ممنوع شده به خصوص فایزر پرداختند مانند «سکوت رسانه‌های غربی در قبال مرگ و میر ناشی از واکسن فایزر» یا «مرگ ۵۵ نفر در آمریکا بعد از دریافت واکسن‌های فایزر و مدرنا».

### واکسن بیوان‌تک
(۱۱ شهریور ۱۴۰۰) وزیر امور خارجه امیرعبداللهیان از همتای آلمانی خود هایکو ماس خواست برای نهایی کردن مذاکرات انجام شده برای ارسال واکسن بیوان‌تک به ایران اقدام نماید. وزیر امور خارجه آلمان از آمادگی برلین برای انجام کلیه اقدامات به منظور ارسال واکسن بیوان‌تک به مقصد ایران خبر داد.

### اسپوتنیک
در اواسط بهمن ۱۳۹۹، ایران اقدام به صدور مجوز اضطراری و واردات واکسن اسپوتنیک وی از روسیه نمود. نتایج فاز سوم بالینی این واکسن چند روز بعد منتشر گردید. وزارت بهداشت، درمان و آموزش پزشکی در ۹ بهمن ۱۳۹۹ برای واکسن اسپوتنیک وی، که هنوز در انتظار انتشار نتایج تحقیقات بالینی بود، مجوز استفاده اضطراری صادر کرد.
صدور مجوز پیش از انتشار نتایج تحقیقات فاز سوم منجر به انتقاداتی به واکسن روسی از طرف برخی از جمله مینو محرز، مدیر پروژه ساخت واکسن کرونا در ایران، بهرام پارسایی، از نمایندگان دوره دهم مجلس شورای اسلامی، حسین‌علی شهریاری، رئیس کمیسیون بهداشت و درمان مجلس یازدهم، سازمان نظام پزشکی ایران
و ۹۸ عضو مجمع عمومی سازمان نظام پزشکی گردید. سعید نمکی، وزیر بهداشت ایران، هم از واردات اسپوتنیک وی دفاع کرده و انتقادها از این واکسن را «خیانت ملی» و «خباثت» خواند و اشاره کرد که استفاده از این واکسن در کشورهای روسیه، آرژانتین، مجارستان، صربستان، مکزیک، امارات متحده عربی، پاکستان، بلاروس، بولیوی، الجزایر و «چند کشور دیگر»، پیش از ایران شروع شده‌است.

### واکسن آکسفورد-آسترازنکا
خرید واکسن آکسفورد-آسترازنکا (ای‌زددی۱۲۲۲) تحت عنوان واکسن سوئدی در ۱۷ بهمن ۱۳۹۹ اعلام گردید.

## ساخت واکسن در ایران
نخستین واکسن ایرانی کووید-۱۹ که به مرحله کارآزمایی بالینی رسید توسط گروه دارویی برکت و شرکت شفا دارو با نام «کوو ایران برکت» توسعه یافت. بنا به اطلاعات منتشرشده توسط سازمان جهانی بهداشت، این واکسن با فناوری ویروس غیرفعال شده ساخته شده‌است. این واکسن تا ۱۰ بهمن ۱۳۹۹ به ۳۵ داوطلب از مجموع ۵۶ داوطلب تزریق شده‌است که به گفته حامد حسینی، مدیر مرکز کارآزمایی بالینی دانشگاه علوم پزشکی تهران، وضعیت عمومی تمام آنان «مطلوب» بوده و «عارضه خارج از انتظار» در آنان مشاهده نشده‌است. بنا به گفته حسن جلیلی، مسئول گروه تحقیقاتی تولید واکسن در ستاد اجرایی فرمان امام، کوو ایران برکت در ایجاد ایمنی در برابر VOC-202012/01، نمونه جهش‌یافته‌ای از کووید-۱۹ که نخستین بار در بریتانیا مشاهده شد، موفق بوده‌است.
علاوه بر کوو ایران برکت، مؤسسه تحقیقات واکسن و سرم‌سازی رازی هم به تلاش برای توسعه واکسنی بر پایه «پروتئین نوترکیب» پرداخته‌است. در ۲۹ دی ۱۳۹۹، گزارش شد که این واکسن مجوز کارآزمایی بالینی را دریافت کرده‌است.
علاوه بر تلاش برای توسعه و آزمایش واکسن «کووایران برکت» و واکسن مؤسسه رازی، همکاری با کوبا در خصوص انجام تحقیقات بالینی و تولید واکسن سوبرانا ۰۲ (در ایران با نام پاستوکووک) تحت عنوان پیشرفته‌ترین واکسن از بین چهار واکسن ساخت کوبا، پیگیری شده‌است.
| نام واکسن     | سازنده                                        | نوع واکسن                                 | پایان فاز پیش-بالینی | پایان فاز ۱ بالینی | پایان فاز ۲ بالینی | پایان فاز ۳ بالینی | مجوز مصرف اضطراری |
| ------------- | --------------------------------------------- | ----------------------------------------- | -------------------- | ------------------ | ------------------ | ------------------ | ----------------- |
| کووایران برکت | گروه دارویی برکت                              | ویروس غیرفعال (inactivated coronaviruses) | آری                  | آری                | آری                | آری [ ۵۸ ]         | آری               |
| پاستوکووک     | موسسه فینلای در کوبا با همکاری انستیتو پاستور | Protein-Based                             | آری                  | آری                | آری                | آری                | آری               |
| اسپایکوژن     | شرکت استرالیایی Vaxine و شرکت ایرانی سیناژن   | پروتئین نوترکیب (recombinant protein)     | آری                  | آری                | آری                | نه                 | آری               |
| رازی کووپارس  | مؤسسه تحقیقات واکسن و سرم‌سازی رازی            | پروتئین نوترکیب (recombinant protein)     | آری                  | آری                | آری                | آری                | آری               |
| فخرا          | وزارت دفاع و پشتیبانی نیروهای مسلح            | ویروس غیرفعال (inactivated coronaviruses) | آری                  | آری                | آری                | نه                 | آری               |
| نورا          | دانشگاه علوم پزشکی بقیةالله                   | ویروس غیرفعال (inactivated coronaviruses) | آری                  | آری                | آری                | نه                 | نه                |
| mrna          | درمان گستر رناپ                               | ژنتیکی (mRNA)                             | نه                   | نه                 | نه                 | نه                 | نه                |
| اسوید         | گروه دارویی اسوه                              | ویروس غیرفعال (inactivated coronaviruses) | نه                   | نه                 | نه                 | نه                 | نه                |

| تاریخ         | تولیدات                 | تحویلات به وزارت بهداشت | منبع   |
| ------------- | ----------------------- | ----------------------- | ------ |
| ۱۲ تیر ۱۴۰۰   | ۲ میلیون و ۷۰۰ هزار دوز | ۴۰۰ هزار دوز            | [ ۷۳ ] |
| ۵ مرداد ۱۴۰۰  | ۵ میلیون دوز            | ۱ میلیون و ۳۰۰ هزار دوز | [ ۷۴ ] |
| ۲۶ مرداد ۱۴۰۰ | ۶ میلیون و ۵۰۰ هزار دوز | ۲ میلیون و ۵۰۰ هزار دوز | [ ۷۵ ] |
| ۱۴۰۰/۰۶/۰۸    | ۸ میلیون دوز            | ۴ میلیون و ۲۰۰ هزار دوز | [ ۷۶ ] |

## مراحل و برنامه واکسیناسیون
واکسیناسیون در ایران به صورت اولویت‌بندی شده و در چند مرحله اجرا خواهد شد.

این برنامه در ایران حداقل یک‌سال از زمان شروع طول خواهد کشید. فاز عمومی که در آن واکسن در دسترس همه افراد قرار خواهد گرفت از ۲۲ بهمن ۱۳۹۹ آغاز شد.
انتظار می‌رود تا بهمن ۱۴۰۰ کل جمعیت ایران واکسینه شوند.
تا انتهای وزارت سعید نمکی ۱۷ میلیون و ۵۷۳ هزار و ۷۸۵ نفر دُز اول واکسن کرونا و ۶ میلیون و ۹۰۰ هزار و ۸۳۴ نفر نیز دُز دوم را تزریق کرده‌اند و مجموع واکسن‌های تزریق شده در کشور به ۲۴ میلیون و ۴۷۴ هزار و ۶۱۹ دُز رسید. ۲۰ تا ۳۰ درصد سالمندان و تعداد زیادی از جوانان واجد شرایط واکسیناسیون برای تزریق مراجعه نکرده‌اند.
| تاریخ       | حداقل ۱ دز | ٪ حداقل ۱ دز | کاملاً واکسینه‌شده | ٪ کاملاً واکسینه‌شده | مجموع واکسن تزریق شده | منبع   |
| ----------- | ---------- | ------------ | ---------------- | ------------------ | --------------------- | ------ |
| ۱۵ مهر ۱۴۰۰ | ۴۳٬۵۴۳٬۰۹۹ | ۵۱٫۲٪        | ۱۷٬۸۸۱٬۳۰۳       | ۲۱٪                | ۶۱٬۴۲۴٬۴۰۲            | [ ۸۱ ] |

| تاریخ       | اسپوتنیک | اسپوتنیک | اسپوتنیک | اسپوتنیک | سینوفارم   | سینوفارم   | سینوفارم   | سینوفارم | بهارات | بهارات | بهارات  | بهارات  | آسترازنکا | آسترازنکا | آسترازنکا | آسترازنکا | برکت      | برکت      | برکت      | برکت    | مجموع      | مجموع      | مجموع      | منبع   |
| تاریخ       | دز اول   | دز دوم   | مجموع    | ٪ تزریق  | دز اول     | دز دوم     | مجموع      | ٪ تزریق  | دز اول | دز دوم | مجموع   | ٪ تزریق | دز اول    | دز دوم    | مجموع     | ٪ تزریق   | دز اول    | دز دوم    | مجموع     | ٪ تزریق | دز اول     | دز دوم     | مجموع      | منبع   |
| ----------- | -------- | -------- | -------- | -------- | ---------- | ---------- | ---------- | -------- | ------ | ------ | ------- | ------- | --------- | --------- | --------- | --------- | --------- | --------- | --------- | ------- | ---------- | ---------- | ---------- | ------ |
| ۱۵ مهر ۱۴۰۰ | ۵۳۳٬۵۲۶  | ۳۹۰٬۰۵۰  | ۹۲۳٬۵۷۶  | ۱٫۵٪     | ۳۵٬۳۸۸٬۷۵۵ | ۱۳٬۶۳۴٬۶۰۶ | ۴۹٬۰۲۳٬۳۶۱ | ۷۹٫۸۱٪   | ۵۹٬۳۸۹ | ۵۴٬۲۱۸ | ۱۱۳٬۶۰۷ | ۰٫۱۸٪   | ۴٬۴۱۶٬۸۹۸ | ۱٬۷۴۹٬۷۱۰ | ۶٬۱۶۶٬۶۰۸ | ۱۰٫۰۳٪    | ۳٬۱۴۴٬۵۳۱ | ۲٬۰۵۲٬۷۱۹ | ۵٬۱۹۷٬۲۵۰ | ۸٫۴۶٪   | ۴۳٬۵۴۳٬۰۹۹ | ۱۷٬۸۸۱٬۳۰۳ | ۶۱٬۴۲۴٬۴۰۲ | [ ۸۲ ] |

تا ظهر ۱۸ مهر ۱۴۰۰، ۱۹ میلیون و ۳۲۶ هزار و ۴۳۲ نفر دُز دوم واکسن کرونا را دریافت کرده‌اند. با توجه به این که مرکز آمار ایران، جمعیت کشور را ۸۴ میلیون و ۷۹۶ هزار و ۷۰۳ نفر اعلام کرد، در واقع ۲۲٫۷ درصد جمعیت ایران فعلاً در برابر بیماری کووید-۱۹ به‌طور کامل واکسینه شده‌اند.
آمار جهانی واکسیناسیون کرونا نشان می‌دهد که تا کنون به بیش از ۳۱٫۵ درصد جمعیت جهان دو دُز واکسن بیماری کووید-۱۹ تزریق شده‌است. همچنین ۷۳ کشورهای جهان تا کنون افزون بر ۲۴ درصد جمعیت خود را به‌طور کامل واکسینه کرده‌اند.

## دلایل عقب افتادن واکسیناسیون در ایران

### عدم تحویل توسط روسیه
«کیانوش جهانپور» گفت: (۲۸ تیر ۱۴۰۰) «علت اصلی تأخیر یا وقفه در روند واکسیناسیون در ایران خلف وعده طرف‌های فروشنده واکسن به ایران در کشورهای روسیه، چین، هند و تولیدکنندگان واکسن آسترازنکا بود. هند که بعد از تحویل حدود ۱۳۵ هزار دز واکسن کواکسین شرکت باهارات با حکم دادستان حیدرآباد تحویل واکسن به ایران را متوقف کرد و محموله‌های بعدی ارسال نشد. روسها بر اساس قرارداد قرار بود ۶۲ میلیون واکسن اسپوتنیک به ایران تحویل دهد که عملاً حدود ۲ میلیون واکسن تحویل شد.» (۱ تیر ۱۴۰۰) «ما ۱۶ میلیون و ۸۰۰ هزار دز سفارش قطعی از سازوکار کووکس داریم.»«کووکس در تحویل واکسن به ایران خلف وعده کرد. ۳/۶ میلیون دوز وعده داد، ۲/۲ میلیون دوز تحویل داد»

### شرکت‌های تولیدکننده داخلی اجازه واردات واکسن کرونا را نمی‌دادند
حسینعلی شهریاری رئیس کمیسیون بهداشت گفت: «پروژه خرید واکسن به خاطر واکسن‌های داخلی به تأخیر انداخته شد. (مدیران تولید واکسن برکت) فکر می‌کردند می‌توانند چند میلیون واکسن تولید کنند و به بازار بریزند. سهل انگاری شد» «سو مدیریت ستاد ملی کرونا باعث اشکالاتی شد و بیشتر هم تقصیر رئیس ستاد بود که توصیه‌ها را گوش نمی‌کرد»
همایون سامه‌یح نجف آبادی عضو کمیسیون بهداشت در پاسخ به این سؤال که چرا روند واردات واکسن بسیار کند انجام شد، خاطر نشان کرد: «به دلیل منع شرکت‌های تولیدکننده داخلی بود که اجازه واردات واکسن کرونا را نمی‌دادند.» «به طبع هم دولت هم مقام معظم رهبری تمایل داشتند که از تولیدات واکسن کرونای داخلی استفاده شود. از طرفی دیگر مشکلات ارزی و انتقال آن و تحریم‌ها باعث مشکلاتی در واردات واکسن به داخل ایران شد.»

#### اجازه ندادن واردات واکسن توسط ستاد کرونا
محمدجواد ظریف وزیر خارجه ایران گفت: کدام دستگاه پروفورمای (پیش فاکتور) ورود ۲۰ میلیون واکسن از اروپا را رد کرد؟ کدام دستگاه به مهم‌ترین تأمین کننده خارجی واکسن کشور (هلال احمر) هر روز حمله می‌کند؟
علی لاریجانی گفت: «حدود مردادماه سال گذشته (۱۳۹۹) بود که دیدم وضعیت کرونا خراب است و با اینکه مسئولیتی نداشتم با طرف چینی مذاکره کردم که واکسن بفرستند». «قرار شد ۱۸ میلیون واکسن با قیمت ارزان بفرستند که مسئولان وزارت بهداشت تعلل کردند و این کار انجام نشد.»
(۲۸ فروردین ۱۴۰۰) سخنگوی جمعیت هلال احمر جمهوری اسلامی ایران، محمدحسن قوسیان گفت: «نزدیک به چهارماه است که جمعیت هلال احمر برای تهیه و تأمین واکسن کرونا در حال تلاش و پیگیری است و حتی رایزنی‌هایی را نیز با کشورهای چین، روسیه و هند برای تأمین واکسن داشت، اما با توجه به اینکه مجوز تأمین واکسن از سوی وزارت بهداشت صادر نشده بوده، امکان تهیه آن از سوی هلال احمر وجود نداشت و وزارت بهداشت مجوز تهیه واکسن از سوی هلال احمر را به تازگی و از تاریخ ۱۴ فروردین ماه ۱۴۰۰ صادر کرده‌است.»
ناصر ریاحی، از اعضای هیئت رئیسه اتاق بازرگانی تهران اعلام کرد که در صورت موافقت دولت، می‌توانند با بسیج کردن شرکت‌های خوشنام و معتبر بخش خصوصی از بازار جهانی برای تأمین واکسن اقدام کنند و در این مورد نگرانی از بابت انتقال ارز وجود ندارد. وزارت بهداشت (۲۸ اسفند ۱۳۹۹) طی نامه‌ای با موضوع فراخوان تأمین واکسن کووید۱۹، از شرکت‌های واردکننده دارو خواست در صورت امکان از منابع معتبر واکسن تأمین کنند.
(۱۴۰۰/۱/۳۱) نایب رئیس کمیسیون اقتصاد سلامت اتاق بازرگانی تهران گفت: ما ۶ میلیون دوز واکسن را از طریق یک عمده فروش در یکی از کشورهای عربی رزرو کرده بودیم و سه بار توانستیم پروفرم‌ها را تمدید کنیم. اما روند عادی سازمان غذا و دارو طولانی است و برای اینطور موارد اضطراری که پروفرم‌ها برای فروش بیش از یک هفته اعتبار ندارد مناسب نبود.

### کمبود واکسن داخلی
حجت نیکی ملکی، مسوول روابط عمومی ستاد اجرایی فرمان امام، (تولیدکننده واکسن کوو برکت) در توجیه علت محقق نشدن وعده‌های تولید چهار میلیون دز این واکسن گفته: یک میلیون و ۲۰۰هزار دز کوو برکت در هنگام ریختن آن‌ها در ویال‌های مخصوص، دچار مشکل شده و از بین رفته‌اند، این اتفاق به دلیل جدید بودن خط تولید کوو برکت است. همایون سامه‌یح نماینده مجلس یازدهم (در ۱۴۰۰/۰۴/۱۸) گفت: دستگاه و لوازم کووایران برکت برای تولید ۱۰ میلیون دز خریداری شده‌است چرا اینکه گفته بودند سه میلیون دز اما اکنون می‌گویند دو و نیم میلیون دز و اینکه آیا هست یا نیست را نیز نمی‌دانم.
اطلاعیه روابط عمومی شرکت دارویی شفافارمد: «در راستای شفاف‌سازی برای اذهان عمومی ملت شریف ایران اعلام می‌کنیم که هرگونه بروز مشکل و ایراد در خط تولید واکسن کوو ایران برکت کذب است.» «در تاریخ ۲۵ خردادماه، تولید در خط اول کارخانه سرعت گرفت و در کمتر از یک ماه نزدیک به ۳ میلیون دز واکسن تولید شده و درمراحل کنترل کیفی قرار گرفته و ازاین تعداد ۷۰۰ هزار دز تحویل وزارت بهداشت شده‌است.»
خبرگزاری فارس در گزارشی در مورد کندی تولید واکسن برکت می‌نویسد:
- «اولین خط تولید برکت، با امکانات موجود در کشوردر اردیبهشت ماه ۱۴۰۰ با ظرفیت نهایتاً ۴ میلیون دوز واکسن در ماه به بهره‌برداری رسید. پس از صدور مجوز واکسن برکت در ۲۴ خرداد، این خط تولید در تیر و مرداد حدود ۸ میلیون دوز واکسن تولید کرد.»
- «یک شرکت چینی در دی‌ماه ۹۹ متعهد شد تا تیرماه یک واحد با ظرفیت تولید ۲۵ میلیون دوز واکسن در ماه در ایران احداث کند. به دلیل تحریم، دستگاه‌های خط تولید اواخر تیر به ایران رسید. اوایل مرداد گروه مهندسان چینی که برای نصب دستگاه‌ها آمده بودند همگی کرونا گرفتند. این گروه تا اواخر مرداد درمان شدند. در اواخر مردادماه، مراحل پایانی راه‌اندازی خطوط تولید آغاز شد و احتمالاً تا آخر مهر واکسن تولید خواهد کرد.»
- «یک خط تولید با ظرفیت تولید ۸ میلیون دوز واکسن در ماه از هند خریداری شدکه قرار بود از خرداد وارد چرخه تولید شود. به دلیل تحریم، دستگاه‌های خط تولید اواخر تیر به ایران رسید. اوایل مرداد گروه مهندسان هندی که برای نصب دستگاه‌ها و راه‌اندازی نرم‌افزارها به ایران آمده بودند بلافاصله پس از ۴۸ ساعت، کرونا گرفتند. در اواخر مردادماه، این افراد بهبود یافتند و خط تولید هندی در اواسط شهریور به بهره‌برداری نهایی رسید.»

### واکسن‌های تولید مشترک

#### خط تولید اسپوتنیک وی
(۲۸ تیر ۱۴۰۰) علیرضا رئیسی سخنگوی ستاد ملی مقابله با کرونا گفت: اسپوتنیک خط تولیدی به ایران داده که به درد ما نمی‌خورد. اگرچه واکسن‌های اسپوتنیک تولید مشترک در ایران تولید می‌شوند و ایران در اولویت دریافت این واکسن هاست اما قطعی و حتمی این واکسن‌ها برای ایران نیست و ما روی آن حساب نکرده‌ایم.
(۴ فروردین ۱۴۰۰) سخنگوی وزارت بهداشت «کیانوش جهانپور» گفت: با توجه به عرضه ناکافی رزین و ژل، تولید مشترک واکسن اسپوتنیک وی در ایران و سایر مراکز خارج از فدراسیون روسیه نیز با تأخیر روبرو خواهد بود. رئیس سندیکای داروهای انسانی علت توقف تولید واکسن مشترک با روسیه را عرضه ناکافی ژل بیان کرد.
به گفته معاون قرارگاه پدافند زیستی کشور قرار داد ناقص و واقعیت این است که روس‌ها با شیطنت با شرکت اکتوور قرارداد بسته‌اند تا واکسن اسپوتنیک تولیدی در ایران به روسیه تحویل شود نه ایران، در حقیقت روسیه برای تولید واکسن برون‌سپاری کرده‌است و واکسن‌ها به ایرانی‌ها داده نخواهد شد.
این موضوع توسط کیانوش جهانپور تکذیب شد و علت تأخیر تولید واکسن اسپوتنیک به علت عدم صدور مجوز سازمان غذا و دارو عنوان کرد. جهانپور در این باره گفت: «این اظهارات کذب محض بوده و هنوز طرف روسی محصول تولیدشده اولیه واکسن اسپوتنیک لایت تولیدی شرکت خصوصی ایرانی را برای تولید انبوه تحت لیسانس تأیید نکرده‌است. خروج هرگونه واکسن کرونا از ایران ادعای کذبی است که مقصود و انگیزه گوینده از نشر این مطلب کذب در شرایط حاضر مشخص نیست.»

#### پاستوکووک (سوبرانا۰۲)
(در ۲۲ تیر ۱۴۰۰) کیانوش جهانپور سخنگوی سازمان غذا و دارو گفت: خط تولید نیمه‌صنعتی واکسن پاستور هم آغاز به‌کار کرده و نخستین محموله‌های آن پس از پایان تست‌های فنی با ۱۴۴ هزار دز تحویل خواهد شد. احتمالاً در آبان‌ماه تولید این واکسن بتواند در مقادیر قابل‌توجهی انجام شود.
(۱۴۰۰/۰۵/۰۳) مدیرکل دارو و مواد تحت کنترل سازمان غذا و دارو، سید حیدر محمدی گفت: بر اساس قراردادی که با کشور کوبا بسته شده در مرحله اول این کشور حدود ۱۵۰ هزار دز واکسن به ما تحویل داد که در واقع بیش از ۴۰ هزار دز آن برای مطالعات بالینی مصرف شد و مابقی به همراه آنچه در هفته‌های آتی در خط تولید نیمه صنعتی به تولید برسد، تحویل وزارت بهداشت خواهد شد.
| نوع واکسن داخلی       | تا روز   | تعداد دز تولید شده | تحویل وزارت بهداشت                                                                | تعداد تزریق شده تا تاریخ                        |
| --------------------- | -------- | ------------------ | --------------------------------------------------------------------------------- | ----------------------------------------------- |
| کووایران برکت         | ۱۴۰۰/۶/۳ | ۷٫۲۰۰٫۰۰۰          | مدیرعامل گروه دارویی برکت از تحویل ۳ میلیون واکسن کووبرکت به وزارت بهداشت خبر داد | برکت نوبت اول: ۱٫۸۲۶٫۶۱۹ برکت نوبت دوم: ۳۶۶٫۱۸۵ |
| پاستوکووک (سوبرانا۰۲) | ۱۴۰۰/۵/۳ |                    |                                                                                   | ۴۰ هزار دز به منظور مطالعات بالینی              |

## عملکرد آماری واکسن‌های تزریق شده در ایران

### مرکز مدیریت آمار و فناوری اطلاعات وزارت بهداشت
مرکز مدیریت آمار و فناوری اطلاعات وزارت بهداشت نهاد رسمی تجمیع و تحلیل اطلاعات ابتلا و واکسیناسیون کرونا است. سرپرست این مرکز دکتر علی شریفی زارچی گزارش عملکرد اماری واکسیناسیون را به وزارت بهداشت داده‌است.
| تعداد دریافت کنندگان | تعداد بستری شدگان | تعداد بستری عادی | تعداد بستری موقت (دو تا سه ساعت) | تعداد مرگ بعد بستری شدن |
| -------------------- | ----------------- | ---------------- | -------------------------------- | ----------------------- |
| در گزارش نیامده است  | ۹۱۲۱۰             | ۷۵۸۸۶            | ۱۵۳۲۴                            | ۸۵۵۲                    |

| تعداد دریافت کنندگان      | تعداد بستری موقت        | تعداد بستری عادی بعد هر دو دز | تعداد مرگ بعد از بستری شدن | تعداد بستری شدگان حداقل بعد دو هفته از واکسیناسیون کامل | تعداد مرگ حداقل بعد دو هفته از واکسیناسیون کامل و بستری شدن |
| ------------------------- | ----------------------- | ----------------------------- | -------------------------- | ------------------------------------------------------- | ----------------------------------------------------------- |
| ۲ میلیون و ۷۴۹ هزار و ۳۵۶ | ۳۰۵۶                    | ۲۰۳۲۴                         | ۲۴۹۰                       | ۱۶ هزار و ۷۸۴                                           | ۲۰۷۲                                                        |
|                           | مجموع بستری شدگان ۲۳۳۸۰ |                               |                            |                                                         |                                                             |

بر طبق مطالعات بین‌المللی ادعا می‌شود احتمال تشدید بیماری و مرگ افراد دو هفته پس از دریافت نوبت دوم واکسن (Breakthrough Deaths) بسیار ناچیز است. با در نظر گرفتن احتمال خطای منفی کاذب تست کرونا و وجود افرادی که به هر علت خارج از بیمارستان فوت کرده‌اند، آمار افرادی که دو هفته پس از دریافت نوبت دوم واکسن مبتلا شده و سپس با تشدید علائم فوت شده‌اند حتماً بیش از این خواهد بود.

#### هشدار در مورد اثربخشی واکسن
«نرخ فوت افرادی که بیش از دو هفته از نوبت دوم واکسن آنها گذشته‌است ۷۵۳ نفر در هر یک میلیون نفر بوده‌است. شاخص Breakthrough Deaths اعلام شده در برخی کشورها کمتر از ۱۰ نفر در هر یک میلیون نفر جمعیت است.» «اطلاع‌رسانی مناسب به عموم مردم از جدی بودن احتمال بستری و فوت پس از دریافت واکسن می‌تواند از کاهش سطح مراقبت‌های بهداشتی پس از دریافت واکسن جلوگیری کند.»

### مرکز ویروس‌شناسی بیمارستان مسیح دانشوری
رئیس وقت مرکز ویروس‌شناسی بیمارستان مسیح دانشوری گفت: واکسن سینوفارمی که به افراد سالمند بالای ۶۰ سال تزریق شده اثربخشی لازم را نداشته و این موضوع براساس مطالعات جهانی اثبات شده که یکی از معایب واکسن سینوفارم است.

### منافع تزریق واکسن‌های موجود
طبق شعار سازمان جهانی بهداشت باید در اسرع وقت واکسن در دسترس، تزریق شود و نباید به بهانه تهیه واکسن مؤثرتر یا واکسن هراسی و ترس از عوارض واکسن، واکسیناسیون علیه بیماری را به تعویق انداخت.

## اطلاعات واکسن‌های وارد شده
| دز واکسن                     | تاریخ تحویل به وزارت بهداشت | نوع واکسن         | تهیه‌کننده              | نحوه تهیه                          |
| ---------------------------- | --------------------------- | ----------------- | ---------------------- | ---------------------------------- |
| ۲۵۰ هزار                     | ۱۳۹۹/۱۲/۱۰                  | سینوفارم          | اهدایی چین             | اهدایی چین                         |
| ۱۰۰ هزار                     |                             | سوبرانا۲          | ازمایشگاه مؤسسه پاستور | ازمایش فاز سوم بالینی              |
| ۴۱۰ هزار                     |                             | اسپوتنیک وی       | وزارت بهداشت           | قرارداد خرید ۶۲ میلیون دز از روسیه |
| ۱۲۵هزار                      | ۱۳۹۹/۱۲/۲۰                  | کوواکسین          | وزارت بهداشت           | قرارداد خرید ۲ میلیون دز از هند    |
| ۳۱۰ هزار                     |                             | اسپوتنیک وی       | وزارت بهداشت           | قرارداد خرید ۶۲ میلیون دز از روسیه |
| ۷۰۰ هزار و ۸۰۰               | ۱۴۰۰/۱/۱۶                   | آکسفورد آسترازنکا | اهدایی یونیسف          | کوواکس کره جنوبی                   |
| یک میلیون و ۴۵۲ هزار         | ۱۴۰۰/۲/۲۶                   | آکسفورد آسترازنکا | اهدایی یونیسف          | کواکس ایتالیا                      |
| ۴۰۰ هزار                     | ۱۴۰۰/۱/۱۴                   | سینوفارم          | هلال احمر ایران        | محموله اول هلال احمر چین           |
| یک میلیون                    |                             | سینوفارم          | هلال احمر ایران        | محموله دوم هلال احمر چین           |
| یک میلیون                    |                             | سینوفارم          | هلال احمر ایران        | محموله سوم هلال احمر چین           |
| دو میلیون                    | ۱۴۰۰/۳/۲۷                   | سینوفارم          | هلال احمر ایران        | محموله چهارم هلال احمر             |
| یک میلیون و ۵۰۰ هزار         | ۱۴۰۰/۴/۲۰                   | سینوفارم          | هلال احمر ایران        | محموله پنجم هلال احمر              |
| ۰٫۵ میلیون                   |                             | آسترازنکا         | رایگان                 | اهدای دولت ژاپن در قالب کوواکس     |
| یک میلیون و ۱۴۲ هزار و ۸۰۰   | ۱۴۰۰/۴/۲۴                   | سینوفارم          | هلال احمر ایران        | محموله ششم هلال احمر               |
| یک میلیون و ۱۳۱ هزار و ۶۰۰   | ۱۴۰۰/۴/۲۸                   | سینوفارم          | هلال احمر ایران        | محموله هفتم هلال احمر              |
| یکصد میلیون و ۱۳۰ هزار و ۴۰۰ | ۱۴۰۰/۴/۳۱                   | سینوفارم          | هلال احمر ایران        | محموله هشتم هلال احمر              |
| یک میلیون و ۸۷ هزار و ۵۷۰    | ۱۴۰۰/۵/۱                    | آسترازنکا         | رایگان                 | اهدای دولت ژاپن در قالب کوواکس     |
| یک میلیون و ۹۵ هزار و ۲۰۰    | ۱۴۰۰/۵/۳                    | سینوفارم          | هلال احمر ایران        | محموله نهم هلال احمر               |
| ۳۰۰ هزار                     | ۱۴۰۰/۵/۷                    | آسترازنکا         | بخش خصوصی              | تولید روسیه                        |
| یک میلیون و ۱۲۰ هزار دز      | ۱۴۰۰/۵/۱۰                   | سینوفارم          | هلال احمر ایران        | محموله دهم هلال احمر               |
| یک میلیون و ۱۱۰ هزار دز      | ۱۴۰۰/۵/۱۴                   | سینوفارم          | هلال احمر ایران        | محموله یازدهم هلال احمر            |
| یک میلیون و صد و ده هزار دز  | ۱۴۰۰/۵/۱۷                   | سینوفارم          | هلال احمر ایران        | محموله دوازدهم هلال احمر           |
| یک میلیون و ۱۱۰ هزار دز      | ۱۴۰۰/۵/۲۱                   | سینوفارم          | هلال احمر ایران        | محموله سیزدهم هلال احمر            |
| یک میلیون و ۱۱۰ هزار دز      | ۱۴۰۰/۵/۲۴                   | سینوفارم          | هلال احمر ایران        | محموله چهاردهم هلال احمر           |
| یک میلیون و ۱۱۰ هزار دز      | ۱۴۰۰/۵/۲۸                   | سینوفارم          | هلال احمر ایران        | محموله پانزدهم هلال احمر           |
| یک میلیون و ۱۱۰ هزار دز      | ۱۴۰۰/۵/۳۱                   | سینوفارم          | هلال احمر ایران        | محموله شانزدهم هلال احمر           |
| یک میلیون و ۴۹۵ هزار         | ۱۴۰۰/۶/۱۱                   | آسترازنکا         | یونیسف                 | اهدایی کواکس هلند                  |
| یک میلیون و ۲۰۰ هزار دوز     | ۱۴۰۰/۷/۱۲                   | آسترازنکا         | اهدایی                 | ایتالیا                            |
| یک میلیون                    | ۱۴۰۰/۷/۲۳                   | آسترازنکا         | اهدایی                 | لهستان                             |
| شش میلیون                    | ۱۴۰۰/۷/۲۵                   | سینوفارم          | هلال احمر ایران        | چین                                |
| یک میلیون                    | ۱۴۰۰/۸/۰۵                   | آسترازنکا         | اهدایی                 | کره جنوبی                          |

| تاریخ تحویل به وزارت بهداشت | تعداد واکسن                     | محموله  | نوع واکسن                                                            |
| --------------------------- | ------------------------------- | ------- | -------------------------------------------------------------------- |
| ۱۴۰۰/۱/۱۴                   | ۴۰۰ هزار دز                     | اول     | گزارش‌های میدانی نشان می‌دهد در اکثر واکسن‌های تزریق شده، سینوفارم است. |
|                             | یک میلیون دز                    | دوم     | گزارش‌های میدانی نشان می‌دهد در اکثر واکسن‌های تزریق شده، سینوفارم است. |
|                             | یک میلیون دز                    | سوم     | گزارش‌های میدانی نشان می‌دهد در اکثر واکسن‌های تزریق شده، سینوفارم است. |
| ۱۴۰۰/۳/۲۷                   | دو میلیون دز                    | چهارم   | گزارش‌های میدانی نشان می‌دهد در اکثر واکسن‌های تزریق شده، سینوفارم است. |
| ۱۴۰۰/۴/۲۰                   | یک میلیون و ۵۰۰ هزار دز         | پنجم    | گزارش‌های میدانی نشان می‌دهد در اکثر واکسن‌های تزریق شده، سینوفارم است. |
| ۱۴۰۰/۴/۲۴                   | یک میلیون و ۱۴۲ هزار و ۸۰۰ دز   | ششم     | گزارش‌های میدانی نشان می‌دهد در اکثر واکسن‌های تزریق شده، سینوفارم است. |
| ۱۴۰۰/۴/۲۸                   | یک میلیون و ۱۳۱ هزار و ۶۰۰      | هفتم    | گزارش‌های میدانی نشان می‌دهد در اکثر واکسن‌های تزریق شده، سینوفارم است. |
| ۱۴۰۰/۴/۳۱                   | میلیون و ۱۳۰ هزار و ۴۰۰ یکصد دز | هشتم    | گزارش‌های میدانی نشان می‌دهد در اکثر واکسن‌های تزریق شده، سینوفارم است. |
| ۱۴۰۰/۵/۳                    | یک میلیون و ۹۵ هزار و ۲۰۰ دز    | نهم     | گزارش‌های میدانی نشان می‌دهد در اکثر واکسن‌های تزریق شده، سینوفارم است. |
| ۱۴۰۰/۵/۱۰                   | یک میلیون و ۱۲۰ هزار دز         | دهم     | گزارش‌های میدانی نشان می‌دهد در اکثر واکسن‌های تزریق شده، سینوفارم است. |
| ۱۴۰۰/۵/۱۴                   | یک میلیون و ۱۱۰ هزار دز         | یازدهم  | گزارش‌های میدانی نشان می‌دهد در اکثر واکسن‌های تزریق شده، سینوفارم است. |
| ۱۴۰۰/۵/۱۷                   | یک میلیون و صد و ده هزار دز     | دوازدهم | گزارش‌های میدانی نشان می‌دهد در اکثر واکسن‌های تزریق شده، سینوفارم است. |
| ۱۴۰۰/۵/۲۱                   | یک میلیون و ۱۱۰ هزار دز         | سیزدهم  | گزارش‌های میدانی نشان می‌دهد در اکثر واکسن‌های تزریق شده، سینوفارم است. |
| ۱۴۰۰/۵/۲۴                   | یک میلیون و ۱۱۰ هزار دز         | چهاردهم | گزارش‌های میدانی نشان می‌دهد در اکثر واکسن‌های تزریق شده، سینوفارم است. |
| ۱۴۰۰/۵/۲۸                   | یک میلیون و ۱۱۰ هزار دز         | پانزدهم | گزارش‌های میدانی نشان می‌دهد در اکثر واکسن‌های تزریق شده، سینوفارم است. |
| ۱۴۰۰/۵/۳۱                   | یک میلیون و ۱۱۰ هزار دز         | شانزدهم | گزارش‌های میدانی نشان می‌دهد در اکثر واکسن‌های تزریق شده، سینوفارم است. |

### واردات واکسن توسط بخش خصوصی
1. (۱۴۰۰/۱/۴) سازمان غذا و داروی ایران با انتشار فراخوانی، از شرکت‌های واردکننده دارو دعوت کرد که اگر «قادر» به تأمین واکسن کرونا از «منابع مورد تأیید این سازمان هستند»، مستندات خود را ارائه کنند.[۱۳۶]
2. (۱۴۰۰/۳/۱۰) رئیس اتحادیه واردکنندگان دارو، ناصر ریاحی گفت: سازمان غذا و دارو، نامه مجوز لازم برای واردات واکسن کرونا از سوی بخش خصوصی را صادر کرد.[۱۳۷] قیمت فروش واکسن بین ۲۰۰ تا ۲۵۰ هزار تومان است.[۱۳۸]
مسئولان اتاق بازرگانی پیشنهاد کرده بودند که این واکسن‌ها در اختیار کارگران و فعالان خط تولید کشور قرار گیرد.[۱۳۷]
3. (۱۴۰۰/۰۵/۰۷) کیانوش جهانپور گفت: اولین محموله واکسن وارداتی بخش خصوصی حوزه دارو شامل بیش از ۳۰۰ هزار دُز واکسن آسترازنکا تولیدی روسیه وارد کشور شد.[۱۱۶]